# Nguyễn Thị Mai (đại biểu Quốc hội)
Nguyễn Thị Mai (sinh năm 1962) là nữ chính trị gia người Việt Nam. Bà từng là đại biểu Quốc hội Việt Nam khóa X thuộc đoàn đại biểu Hà Tây.

## Tiểu sử
Nguyễn Thị Mai sinh ngày 1 tháng 9 năm 1962, người dân tộc Kinh, không theo tôn giáo nào.
Bà có quê quán ở xã Bình Phú, huyện Thạch Thất, tỉnh Hà Tây.
Bà có trình độ chuyên môn sơ cấp mẫu giáo, thợ thủ công.
Bà từng là Đại biểu Quốc hội Việt Nam khóa 10 tỉnh Hà Tây, đồng thời là ủy viên Ủy ban Mặt trận Tổ quốc Việt Nam huyện Thạch Thất, tỉnh Hà Tây.